# Tennistoernooi van Dubai 2011
Het tennistoernooi van Dubai van 2011 werd van 14 tot en met 27 februari 2011 gespeeld op de hardcourt-buitenbanen van het Aviation Club Tennis Centre in Dubai, de hoofdstad van het gelijknamige emiraat in de Verenigde Arabische Emiraten. De officiële naam van het toernooi was Duty Free Tennis Championships.
Het toernooi bestond uit twee delen:
- WTA-toernooi van Dubai 2011, het toernooi voor de vrouwen, van 14 tot en met 20 februari 2011
- ATP-toernooi van Dubai 2011, het toernooi voor de mannen, van 21 tot en met 27 februari 2011

ATP-toernooi van Dubai – WTA-toernooi van Dubai

2001 · 2002 · 2003 · 2004 · 2005 · 2006 · 2007 · 2008 · 2009 · 2010 · 2011 · 2012 · 2013 · 2014 · 2015 · 2016 · 2017 · 2018 · 2019 · 2020 · 2021 · 2022 · 2023 · 2024 · 2025